# Meliosmaceae
Meliosmaceae is een botanische naam, voor een familie van tweezaadlobbige planten. Een familie onder deze naam wordt zelden erkend door systemen voor plantentaxonomie, maar wel door het Dahlgrensysteem. Indien erkend gaat het om een niet al te grote familie van bomen en struiken, in warme streken (tot subtropisch).
In de regel worden de betreffende planten ingedeeld in de familie Sabiaceae.